# یوسف فخرالدین
یوسف فخرالدین (عربی: يوسف فخر الدين؛ ۱۵ ژانویهٔ ۱۹۳۵ – ۲۷ دسامبر ۲۰۰۲) هنرپیشه، و بازیگر سینما اهل مصر بود. او در ۱۶ فیلم به عنوان بازیگر حضور داشته‌است.